# Mario Lemina
Mario Lemina (* 1. září 1993 Libreville) je gabonský profesionální fotbalista, který hraje na pozici středního záložníka za anglický klub Wolverhampton Wanderers FC. V mládežnických kategoriích reprezentoval Francii, na seniorské úrovni oblékal dres Gabonu, mezi lety 2015 a 2022 odehrál 24 utkání, ve kterých vstřelil 3 branky.

## Reprezentační kariéra

### Francie
Nastupoval za francouzské mládežnické reprezentace U20 a U21. S reprezentací do 20 let vyhrál Mistrovství světa U20 2013 v Turecku.

### Gabon
Lemina debutoval v A-mužstvu Gabonu v roce 2015.